# Christabel Nettey
Christabel Nettey (* 2. Juni 1991 in Brampton) ist eine kanadische Leichtathletin, die sich auf den Weitsprung spezialisiert hat.

## Sportliche Laufbahn
Erste internationale Erfahrungen sammelte Christabel Nettey bei den Jugendweltmeisterschaften 2007 in Ostrava, bei denen sie im 100-Meter-Hürdenlauf und im Weitsprung in der Qualifikation ausschied und mit der kanadischen Sprintstaffel (1000 Meter) in 2:09,08 min die Bronzemedaille gewann. Zwei Jahre später gewann sie mit 6,05 m die Silbermedaille bei den Panamerikanischen Juniorenmeisterschaften in Port of Spain und 2012 siegte sie mit einer Weite von 6,18 m bei den U23-NACAC-Meisterschaften in Irapuato. 2013 nahm sie an der Sommer-Universiade in Kasan teil und schied dort mit 6,22 m in der Qualifikation aus, wie auch bei den Weltmeisterschaften in Moskau mit 6,47 m. Anschließend gewann sie bei den Spielen der Frankophonie in Nizza mit 6,63 m die Bronzemedaille hinter den beiden Polinnen Anna Jagaciak und Teresa Dobija.
Im Jahr darauf holte sie mit einem Sprung auf 6,49 m Bronze bei den Commonwealth Games in Glasgow hinter der Nigerianerin Ese Brume und Jazmin Sawyers aus England. Anschließend wurde sie mit 6,35 m Vierte beim Leichtathletik-Continental-Cup in Marrakesch. 2015 siegte sie mit 6,90 m bei den Panamerikanischen Spielen in Toronto und qualifizierte sich damit erneut für die Weltmeisterschaften in Peking, bei denen sie mit 6,95 m im Finale den vierten Platz belegte. Im Jahr darauf nahm sie erstmals an den Olympischen Spielen in Rio de Janeiro teil und schied dort mit 6,37 m in der Qualifikation aus, wie auch bei den Weltmeisterschaften in London im Jahr darauf, bei denen 6,36 m nicht für einen Finaleinzug reichten. 2018 wurde sie bei den Hallenweltmeisterschaften in Birmingham mit einer Weite von 6,63 m Siebte und siegte anschließend mit 6,84 m bei den Commonwealth Games im australischen Gold Coast. Anfang Juni wurde sie mit 6,83 m Dritte beim Bauhaus-Galan in Stockholm und wurde anschließend mit 6,31 m Siebte beim Continentalcup in Ostrava.
2019 erreichte sie bei den Panamerikanischen Spielen in Lima mit 5,96 m Rang 14 und 2021 siegte sie mit 6,63 m beim Miramar Invitational sowie mit 6,78 m auch beim NACAC New Life Invitational, ehe sie bei den Olympischen Sommerspielen in Tokio mit 6,29 m in der Qualifikation ausschied. Im Jahr darauf verpasste sie bei den Weltmeisterschaften in Eugene mit 6,50 m den Finaleinzug und anschließend belegte sie bei den Commonwealth Games in Birmingham mit 6,41 m den neunten Platz. Daraufhin gewann sie bei den NACAC-Meisterschaften in Freeport mit 6,46 m die Silbermedaille hinter der US-Amerikanerin Quanesha Burks.
In den Jahren von 2013 bis 2019 und 2022 wurde Nettey jedes Jahr kanadische Meisterin im Weitsprung. Sie absolvierte Studien der Recht- und Sozialwissenschaften an der Arizona State University.

## Persönliche Bestleistungen
- Weitsprung: 6,99 m, 29. Mai 2015 in Eugene (kanadischer Rekord)
  - Weitsprung (Halle): 6,99 m, 19. Februar 2015 in Stockholm (kanadischer Rekord)